# Scotochrosta felixii
Scotochrosta felixii är en fjärilsart som beskrevs av Freyer 1842. Scotochrosta felixii ingår i släktet Scotochrosta och familjen nattflyn. Inga underarter finns listade.